# Stillahavsnejonöga
Stillahavsnejonöga (Lampetra tridentata) är en ryggsträngsdjursart som först beskrevs av Richardson 1836.  Stillahavsnejonöga ingår i släktet Lampetra och familjen nejonögon. Inga underarter finns listade i Catalogue of Life.